# Papa Igino
Igino (Atene, ... – Roma, 142/149) è stato il 9º vescovo di Roma e papa della Chiesa cattolica, che lo venera come santo. Fu papa, orientativamente, tra il 138 e il 142/149.

## Biografia
Filosofo di origini ateniesi, nel suo breve papato istituì, secondo il Liber pontificalis, gli Ordini minori e ordinò la gerarchia ecclesiastica, portando ad una più chiara distinzione degli incarichi tra presbiteri e diaconi e istituendo la figura del suddiacono. Secondo la tradizione si deve a lui l'istituzione della figura del padrino e della madrina nel battesimo.
Stando a Sant'Ireneo di Lione, durante il suo pontificato giunse a Roma lo gnostico Valentino, che si trattenne in città fino all'elezione di papa Aniceto, ma altre fonti segnalano Valentino a Roma già al tempo del precedente papa Telesforo. In questo periodo viveva a Roma anche Cerdone, un altro gnostico, che dopo aver confessato i suoi errori e abiurato l'eresia, venne riammesso in seno alla Chiesa, salvo poi esserne nuovamente espulso per esservi ricaduto. Ci è ignoto, in questo periodo, quanti casi simili possano essersi ripetuti.
Il suo pontificato si colloca durante la costruzione del mausoleo di Adriano (Castel Sant'Angelo).
Secondo un'antica tradizione morì durante la persecuzione dell'imperatore Antonino Pio, ma non ci sono prove del suo martirio. Fu sepolto vicino a San Pietro.

## Culto
La sua memoria liturgica ricorre l'11 gennaio.
Dal Martirologio Romano: